# Поддубье (Логозовская волость)
Поддубье — деревня в Логозовской волости Псковского района Псковской области России.
Расположена в 20 км к северо-западу от центра города Пскова и в 17 км к северо-западу от Неёлово.
| 2001 | 2002 | 2010 | 2012 |
| ---- | ---- | ---- | ---- |
| 13   | ↘11  | ↘8   | ↗9   |